# Jehnići
Jehnići is een plaats in de gemeente Poreč in de Kroatische provincie Istrië. De plaats telt 29 inwoners (2001).